# IJsthee

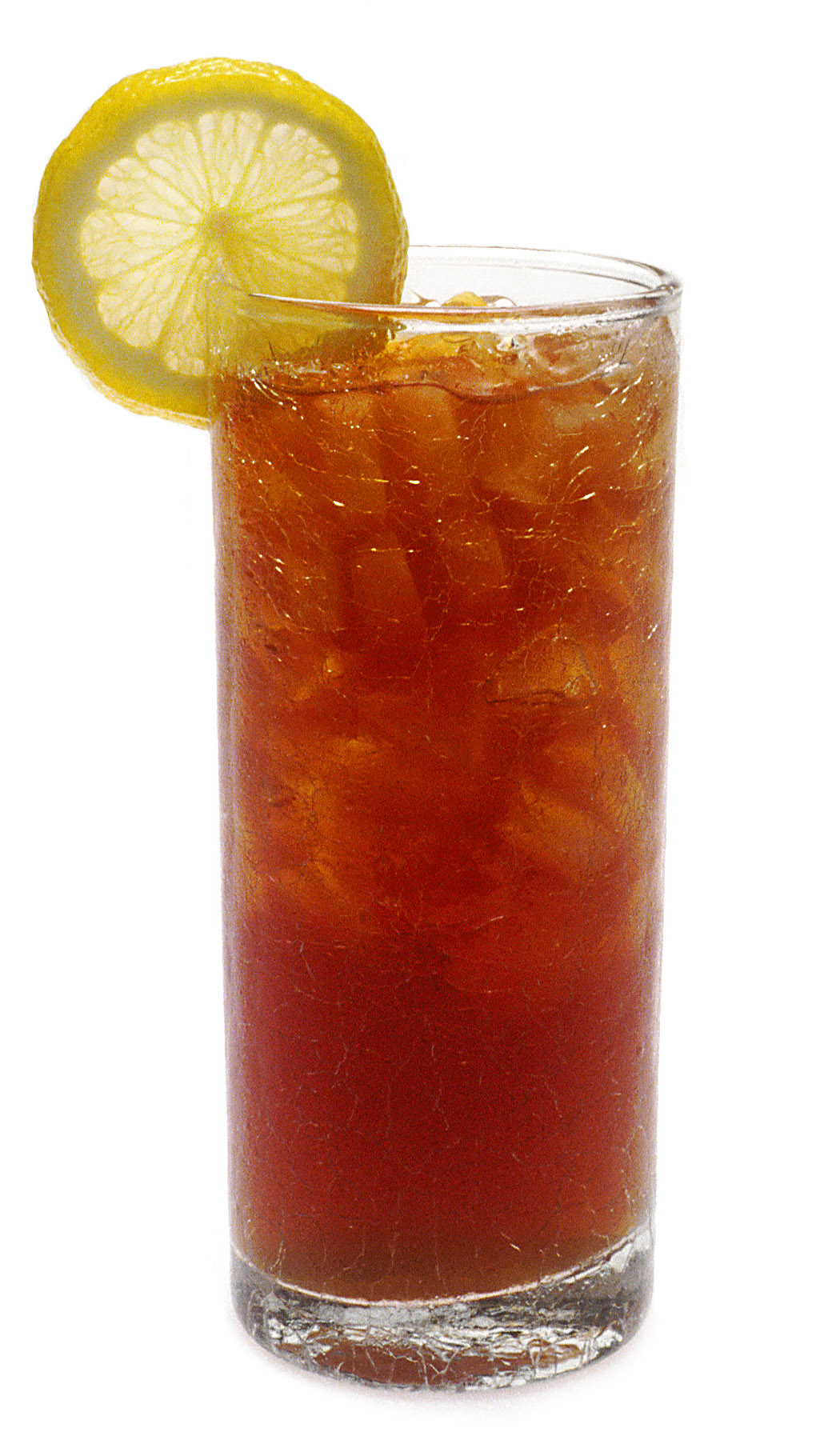
IJsthee

IJsthee is een theevariant. Het is afgekoelde, normaal gezette thee, soms op smaak gebracht met suiker en vaak citroensmaak of perziksmaak.
Bij het trekken van thee in heet water komen vooral geur- en smaakstoffen vrij, alsmede de opwekkende stof cafeïne.
IJsthee wordt gedronken als frisdrank. Daarop heeft Lipton ingespeeld door ijsthee in blik te maken. Het product kwam in België aanvankelijk op de markt als sportdrank. IJsthee is ook bruisend verkrijgbaar.